# Ermita de Santa Quitèria d'Almassora
L'Ermita de Santa Quitèria d'Almassora (Plana Alta) s'ubica a quatre km de l'esmentat terme municipal. Es troba aigües amunt i a l'esquerra del riu Millars i molt a prop del pont que duu el seu nom (Pont de Santa Quitèria).

## Descripció artística
Es pot considerar un conjunt arquitectònic format per l'ermita i una casa adossada. L'ermita té una única nau amb quatre trams i un absis poligonal, presenta contraforts exteriors que arriben fins a la cornisa de la nau principal. L'interior, deixa veure el revestiment d’estil barroc. A l'esquerra del presbiteri pot contemplar-se una pintura de l'artista local Josep Mingol. A la façana destaquen la porta, que està rematada amb un arc de mig punt, la cornisa barroca i el campanar

## Història
Hi ha indicis de l'existència d’una església ja en 1330 (documents que parlen de processons, com la de 1394; o documents que fan referència al pagament per part del Consell de Vila-real, en 1456 a un ermità, perquè situï una cel·la al pont del riu) i, a més, es compta amb documentació, datada en la primera meitat del segle xvii, de l'existència d’aquesta ermita. La seua construcció està datada aproximadament el 1683 i fou recomposta en 1726 per Josep Vilallave, amb un període de paralització de les obres entre 1701-1704, a conseqüència de la Guerra de Successió Espanyola
Com que al llarg dels anys els bisbes de Tortosa i senyors d'Almassora, efectuaren successives visites per inspeccionar els diferents drets, patrimoni i deures dels clergues de la nostra parròquia, tenim una relació de les visites on entre altres temes ens parlen de l'ermita. D’aquesta manera podem saber que en 1654, 1685 i 1690, l'ermita es trobava en bon estat, ja que no apareix cap observació especial. Més tard, el 1714, hi ha una nota que fa referència a l'existència d’una nova imatge de la santa.
Des de la seua construcció fou utilitzada per a diversos usos com per exemple refugi i hospital de malalts el 1647, o Hospital Militar dels francesos durant la Guerra del Francés, moment en què fou ocupada pels francesos. Amb tot açò, no fou habilitada per al culte fins a 1829.
Al llarg del segle xix i xx l'ermita patí les guerres carlines, un llamp, i la Guerra Civil Espanyola del 36. Quan acabà l’últim conflicte bèl·lic, tornà a consagrar-se i s'afegí una nova imatge realitzada per l'escultor almassorí, Enrique Serra. Ha sigut restaurada en diverses ocasions als anys 1984, 1991 i 1995. També trobem dues pintures de Josep Mingol amb escenes de la vida de la santa i l'actual campana és de factura moderna dels anys quaranta